# Hermine van Anhalt-Bernburg-Schaumburg-Hoym

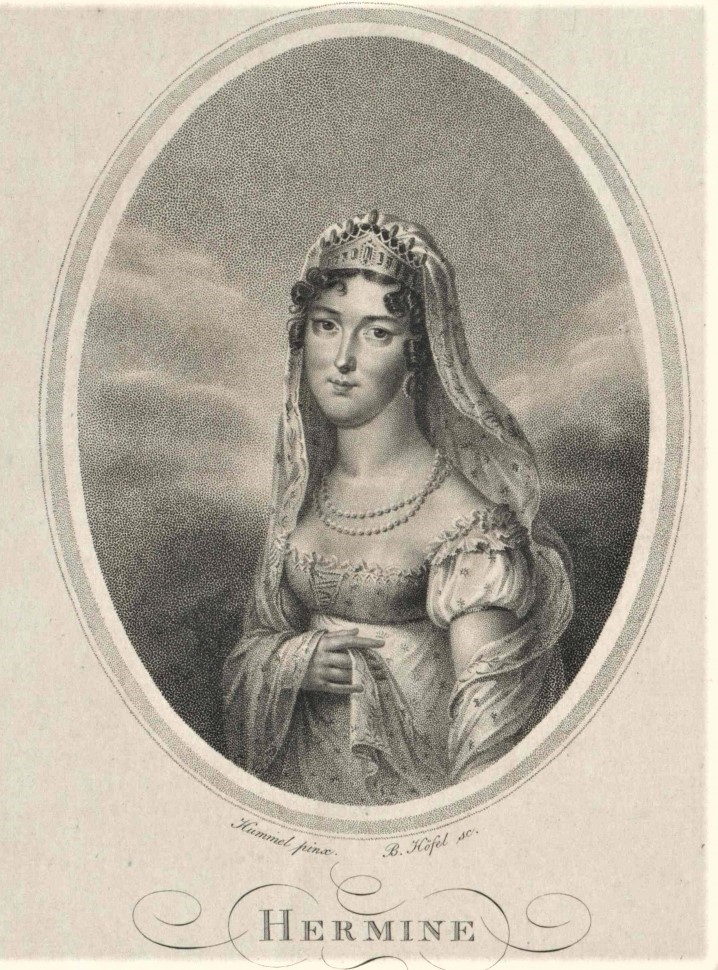
Hermine van Anhalt-Bernburg-Schaumburg-Hoym

Hermine Amalie Marie (Hoym, Duitsland, 2 december 1797 — Boeda, Hongarije, 14 september 1817), Prinses van Anhalt-Bernburg(-Schaumburg)-Hoym, was de oudste dochter van vorst Victor II van Anhalt-Bernburg-Schaumburg-Hoym en Amalia van Nassau-Weilburg. 
Ze trouwde op 30 augustus 1815 in Schaumburg met aartshertog Jozef Anton Johan van Oostenrijk, een zoon van keizer Leopold II. Omdat haar vader geen zonen had, erfde Hermines echtgenoot de bezittingen van haar familie.
Hermine stierf op 14 september 1817 op 19-jarige leeftijd in Boedapest, Hongarije, tijdens de bevalling van hun tweeling:
- Hermine Amalie Marie (Boeda, 14 september 1817 – Wenen, 13 februari 1842), ze werd moeder-overste van een vrouwenklooster in Praag
- Stefan Frans Victor (Boeda, 14 september 1817 – Menton, 19 februari 1867), hij had een legercarrière en stierf ongetrouwd.